# Tre Borràs Cabacés
Teresita Borràs Cabacés (Reus, 25 de julio de 1958), conocida como Tre Borràs o doctora Tre es una psiquiatra y psicoterapeuta de Cataluña, autora y investigadora especialista de temas relacionados con drogodependencia y el consumo seguro y responsable de drogas.
Fue conocida como la directora entre 1984 y 2023 del servicio de adicciones y salud mental del hospital universitario San Juan de Dios (Reus) y del Pla d'accions sobre drogues del municipio de Reus (Tarragona, España), un servicio que "se ha convertido en un referente por su servicio asistencial y su proyección comunitaria".

## Biografía
Tras graduarse por la Universidad Rovira i Virgili, Borras empieza a trabajar como psiquiatra en el Hospital San Juan de Dios de Reus el año 1982. 
Creado en 1983, se inaugura oficialmente en 1984 el Servicio de adicciones y salud mental en el seno del Hospital, "siendo Reus y Vic las dos primeras ciudades catalanas que firmaron el convenio para la creación de sendas unidades de atención a las personas drogodependientes"
 

La respuesta a las problemáticas relacionadas con los usos problemáticos de drogas adoptó una perspectiva más amplia, comunitaria e interdisciplinaria que la respuesta biomédica clásica. Según Borràs: 
« Cuando afrontamos un caso intentamos ser lo máximo de respetuosos con los derechos humanos, por lo que acompañamos las situaciones para que la persona pueda asumir responsabilidades y tomar sus propias decisiones » 

### Servicios integrales de reducción de daños
A partir de 2004, se crea a nivel municipal un Pla d'accions sobre drogues de Reus, para coordinar e integrar las diversas actividades llevadas a cabo en el ámbito de drogas y drogodependencia en Reus. Junto con el Pla, el Servicio del hospital impulsó unos programas integrales de salud colectiva y diversas acciones de reducción de daños relacionados con el uso de drogas, que a veces fueron designados como "modelo pionero" en particular por los servicios siguientes:
- La sala de consumo supervisado abierta desde 1999, integrada desde 2001 en el "Centro de Actividades y de Acogida “La Illeta”"[13] cuyo objetivo es atender las necesidades básicas de personas usuarias de drogas que presentan carencias básicas de tipo social y ofrecerles actividades lúdico-culturales, ocupacionales y de inserción laboral,[14]
- La impulsión de una entidad de apoyo entre pares, para las personas acudiendo al servicio (asociación ASUR, luego renombrada ARSU: Associació Reus Som Útils),[15]
- La organización de diversos puntos de intercambio de jeringuillas, como farmacias[16] o máquinas dispensadoras de jeringuillas repartidas en Reus,[17]
- El ensayo clínico sobre el uso del psicodélico tradicional africano ibogaína en el tratamiento de la dependencia a opiáceos,[18]
- El enfoque de género en la respuesta a las cuestiones de salud mental,[19] los usos recreativos[20] y los usos problemáticos de sustancias,
- Una respuesta a cuestiones de drogas integrando aspectos sociales y psicológicos,[21] más allá del enfoque único en la sustancia y los mecanismos neuronales y biológicos,[11]
- La impulsión de ciclos de debate «Prestatgeria Psicoactica»[22] con expertos y científicos, organizados con la biblioteca pública y diversas entidades desde 2017,[23]
- La impulsión del punto de análisis de sustancias "Isolab Reus" conectado a la red local y europea de alerta sobre drogas adulteradas.[24]

Borràs también ha participado en entidades como la cooperativa Metzineres de Barcelona o la red europea de personas usuarias de drogas (EuroNPUD).

### Eradicación del VHC
En julio de 2021, la Agencia de Salud Pública de Cataluña anunció que el servicio de adicciones y salud mental de Reus había logrado eradicar el virus de la hepatitis C (VHC) entre las personas atendiendo los servicios integrales sobre drogas de Reus, adelantándose a los objetivos de la OMS de eradicación del VHC de cara al año 2030.

## Destitución y controversia
En abril de 2023 se informó del cese de la doctora Borràs al frente de ambos servicio hospitalario y plan de acción municipal, generando sospechas sobre la continuidad del modelo de atención a personas usuarias de drogas en Reus, algunos analizando el cese de Borràs como "una clara desautorización de la orientación seguida por el mismo hasta ahora".
El 5 de mayo de 2023, en el marco de la campaña de apoyo a la doctora Borràs y al modelo creado en Reus, una manifestación irrumpió en el pleno del pleno municipal del Ayuntamiento de Reus, obligando al alcalde Carles Pellicer a concluir la sesión plenaria antes de tiempo. Unas semanas más tarde, varios colectivos presentaban miles de firmas de profesionales de la salud y entidades referentes de varios países, defendiendo la continuidad del modelo de atención a personas usuarias de drogas creado en Reus.

## Obras

### Publicaciones
- Baulenas Rovireta, Gemma; Magrí, Núria; Borrás Cabacés, Tre (eds.) (1998). Políticas e intervenciones de reducción de riesgos. Barcelona: Grup Igia, 1998. ISBN 84-88154-08-9
- Borràs Cabacés, Tre (2005) « La formación en mediación familiar según los presupuestos del Forum Europeo de Formación en Mediación Familiar », en: Romero Navarro, F. (ed.), La mediación, una visión plural: diversos campos de aplicación. pp. 318-322. ISBN 84-689-4329-0
- Borràs Cabacés, Tre; Sardà Garcia, Artur (2005) « Uso de drogas y drogodependencias: Cambios sociales, cambios en los tratamientos ». Revista Humanidades, 2005 : 119–137.
- Roig Cutillas, Pilar; Sabater Puig, E.; Borrás Cabacés, Tre; Sesmilo Martínez, M.; Pinet Ogué, Mª Cristina (2005). « El tabaquismo en pacientes con otras drogodependencias ». RET: revista de toxicomanías, 43 : 29–36.
- Borràs Cabaces, Tre; LLort Suárez, Antoniu « Reducción de daños y riesgos relacionados con el uso de drogas: Pragmatismo y derechos humanos frente a las políticas del prohibicionismo ». Actas del V Congreso Internacional de Bioética: Filosofía y Salud Mental : 94–120.
- Borràs Cabaces, Tre (2013). « Ciudadania cannábica ». El Universal (México)', 17 de agosto de 2013.
- Borràs Cabaces, Tre;  Trujols Albet, Joan (2013) « La reducción de riesgos en el ámbito asistencial » en: Martínez Oró, D. P.; Pallarés Gómez, J. (eds.) De placeres y riesgos, manual para entender las drogas : 219–237.
- LLort Suárez, Antoniu; Ferrando Esquerré, Sara; Borrás Cabacés, Tre; Purroy Aritzeta, Imma (2013) « El doble estigma de la mujer consumidora de drogas: estudio cualitativo sobre un grupo de auto apoyo de mujeres con problemas de abuso de sustancias. ». Alternativas: Cuadernos de trabajo social, 20 : 9–22. doi 10.14198/ALTERN2013.20.01
- LLort Suárez, Antoniu; Borràs Cabaces, Tre; (eds.) (2013). Apuntes para la promoción de intervenciones con pares: Reducción de daños y riesgos relacionados con el uso de drogas. Barcelona : Grup Igia. ISBN 978-84-938588-5-8
- Pérez Folch, Àlex; Borràs Cabaces, Tre; LLort Suárez, Antoniu (2016). « Coordinació de xarxes i professionals: adiccions i salut mental i atenció primària comunitària: l'atenció a persones amb problemes de drogues. Necessitat d'una coordinació en l'àmbit local ». Revista de Treball Social, 109 : 123–132.
- Borràs Cabacés, Tre; Pérez Folch, Àlex; Llort Suárez, Antoniu (2019). « Análisis de la demanda de tratamiento por cannabis desde la óptica del trabajo social en los centros de atención y seguimiento (CAS) a las drogodependencias. ». Revista de Treball Social, 217, 109-128. doi 10.32061/RTS2019.217.06

### Vídeos y documentales
Borràs coordinó la creación de diversos videos educativos y de reducción de daños, y documentales, producidos por el Pla d'acció sobre drogues de Reus con la productora Hokusai Films y diversas entidades de Reus:
- The Green Witch Project (2022) 30 minutos.
- On the war on Drugs [Sobre la guerra contra las drogas] (2017) 23 minutos; presentado a la conferencia internacional de reducción de daños de Montreal en 2017.[30]
- In my backyard... (nobody bites) ["Ningú es menja a ningú"] (2013) 18 minutos.
- WAAW [What About & About Who?] (2011) 24 minutos.
- Més enllà de la heteronormativitat: Investigació qualitativa sobre les drogues i la identitat sexual (2011)
- Sortim? (2010) 12 minutos.
- Riscos no gràcies (2010) 9 minutos.
- Satèl·lit Informatiu Sobre Consum Conscient de les Drogues: Cocaïna (2009) 8 minutos.
- Drugstore (2008) 10 minutos.
- Jornada Drogues i Societat a Reus (2006) 155 minutos.

Desde 2006, el Pla d'accions de Reus se asoció al FEC Festival (Festival Europeu de Curtmetratges) de Reus con un espacio denominado "Drugmetratges".